# Luka Mkheidze
Luka Mkheidze (gruz. ლუკა მხეიძე; ur. 5 stycznia 1996) – francuski judoka. Brązowy medalista olimpijski z Tokio 2020 i srebrny z Paryża, w wadze ekstralekkiej.
Uczestnik mistrzostw świata w 2018, 2019, 2023 i 2024. Drugi w drużynie w 2019. Startował w Pucharze Świata w latach 2017-2019. Złoty medalista mistrzostw Europy w 2023, srebrny w 2021 i brązowy w 2025. Siódmy na igrzyskach europejskich w 2019 roku.

## Letnie Igrzyska Olimpijskie 2020
| Konkurencja | Eliminacje                 | Eliminacje           | Finały                | Finały              | Klas. końcowa |
| Konkurencja | Przeciwnik I               | 1/4                  | 1/2                   | o 3 miejsce         | Miejsce       |
| ----------- | -------------------------- | -------------------- | --------------------- | ------------------- | ------------- |
| 60 kg       | Francisco Garrigós (ESP) Z | Artem Łesiuk (UKR) Z | Yang Yung-wei (TPE) P | Kim Won-jin (KOR) Z | 3.            |

## Letnie Igrzyska Olimpijskie 2024
| Konkurencja | Eliminacje                    | Eliminacje          | Repasaże             | Finały                 | Klas. końcowa |
| Konkurencja | Przeciwnik I                  | 1/4                 | 1/2                  | Finał                  | Miejsce       |
| ----------- | ----------------------------- | ------------------- | -------------------- | ---------------------- | ------------- |
| 60 kg       | Enchtajwany Ariunbold (MGL) Z | Kim Won-jin (KOR) Z | Salih Yıldız (TUR) Z | Jełdos Smietow (KAZ) P | 2.            |